# Stadion BJK İnönü
Stadion BJK İnönü (tur. İnönü Stadyumu) je srušeni nogometni stadion koji se nalazio u turskom gradu Istanbulu te je bio dom Bešiktaša. Nekada je klub taj stadion dijelio s gradskim rivalima Galatasarayjem i Fenerbahčeom. Smješten je u gradskom okrugu Beşiktaş, pokraj palače Dolmabahçe koja je nekada bila administrativni centar Otomanskog Carstva.
Stadion je dobio ime po İsmetu İnönü, drugom turskom predsjedniku i premijeru koji je bio veliki navijač Bešiktaša.

## Povijest
Stadion je dizajnirao talijanski arhitekt Paolo Vietti-Violi uz suradnju domaćih arhitekata Şinasija Şahingirayja i Fazıla Aysua. Kao mjesto gradnje stadiona odabrano je prostor u blizini palače Dolmabahçe. Temelji su postavljeni 19. svibnja 1939. ali je cijeli projekt prekinut zbog izbijanja 2. svjetskog rata. Prema izvornom projektu, pokraj tribine Eski Açık trebale su se nalaziti dvije brončane statue sportaša, jednog koji baca disk a drugi koplje. Međutim, kipovi nikada nisu izgrađeni zbog financijskih razloga. Kako bi se izgradila tribina Yeni Açık, srušena je obližnja tvornica ulja.
Stadion su nakon točno osam godina od polaganja temelja, svečano otvorili turski predsjednik İsmet İnönü te istanbulski guverner Lütfi Kırdar. Početni kapacitet stadiona iznosio je 16.000 gledatelja. Stadion se sastojao od dvije natkrivene (Numaralı i Kapali) i dvije nenatkrivene tribine (Eski Açık i Yeni Açık) dok je 2004. godine iznad tribine Yeni Açık postavljena odvojiva krovna struktura.
Prva utakmica na novom stadionu odigrana je 27. studenog 1947. između Bešiktaša i švedskog AIK Stockholma a završila je pobjedom domaćina od 3:2. Prvi gol zabio je Süleyman Seba koji će ostati upamćen kao Bešiktašev predsjednik koji je najduže upravljao klubom (tijekom 1980-ih i 1990-ih).
Stadion je osim Bešiktaša koristio i Galatasaray dok se 1964. godine nije preselio na vlastiti Stadion Ali Sami Yen. Također, i Fenerbahče je koristio BJK İnönü dok se 1982. obnavljao njegov Stadion Şükrü Saracoğlu.

## Koncerti
Osim za nogometne utakmice, stadion se koristi i za održavanje koncerata. Prvi koncert ondje održao je Bryan Adams 28. srpnja 1992. Nakon njega, 4. listopada 1992. je koncert trebao održati Michael Jackson ali ga je otkazao zbog infekcije grla. Međutim, ponovio ga je 23. rujna 1993. u sklopu turneje Dangerous World Tour.
Od ostalih većih svjetskih glazbenika, na stadionu BJK İnönü, svoje koncerte su imali Madonna, Guns N' Roses, Metallica, Bon Jovi, Elton John, Scorpions, Sting, Tina Turner i Rihanna dok je 2010. godine bio domaćin heavy metal Sonisphere Festivalu.

## Vodafone Arena
Zbog jedinstvenog položaja BJK İnönü i njegovog statusa povijesnog spomenika, tursko Vijeće za zaštitu spomenika kulture je do 2013. godine tražilo da se postojeći stadion obnovi zbog čega se gradnja novog stadiona odgađala. BJK İnönü je službeno zatvoren 11. svibnja 2013. te je 2. lipnja krenuo proces njegovog rušenja koji je trajao do listopada iste godine. Zadržana je tek tribina Eski Açık koja će se preurediti u stilu antičkog amfiteatra. Nova Vodafone Arena imat će 41.903 sjedećih mjesta te će biti dovršena do rujna 2014.

## Vanjske poveznice
- Informacije o stadionu